# Wolfgang Urban (Manager)
Wolfgang Urban (* 26. August 1945 in Oberbaumgarten/Schlesien) ist ein deutscher Wirtschaftsmanager. Während seiner Karriere war er im Vorstand von drei DAX-Konzernen engagiert, zuletzt als Vorstandsvorsitzender der KarstadtQuelle AG von 2000 bis 2004.

## Leben und Wirken
Wolfgang Urban ist gelernter Werkzeugmacher. Er studierte auf dem zweiten Bildungsweg Betriebswirtschaft und schloss sein Studium als Diplom-Betriebswirt (FH) ab.
Seine Karriere begann er 1973 bei der Kaufhof AG im Bereich Buchhaltung in Köln. 1987 wurde er in den Vorstand berufen, wo er verschiedene Posten bekleidete. Zuletzt war er Vorstandsvorsitzender der Kaufhof Holding AG. In seiner Zeit bei Kaufhof war er federführend bei der Expansion und Akquise verschiedener Unternehmen, wie z. B. Media Markt und Saturn, beteiligt, die anschließend in den neu entstandenen METRO-Konzern übernommen wurden.
Ab 1996 führte Urban dann den neu entstandenen Metro-AG-Konzern als einer von zwei Vorstandssprechern, dessen Gründungsmitglied er auch war.
Im Oktober 2000 wurde Wolfgang Urban Vorstandsvorsitzender der KarstadtQuelle AG. Unter Angabe gesundheitlicher Gründe räumte er im Mai 2004 vorzeitig seinen Posten und zog damit die Konsequenzen aus der unterschiedlichen Auffassung über die zukünftige Struktur des Unternehmens zwischen ihm und den Gesellschaftern.
Seine Lebensgefährtin ist die mehrfache Olympiasiegerin und Weltmeisterin im Dressurreiten Isabell Werth, mit der er einen Sohn hat.